# (24305) Darrellparnell
(24305) Darrellparnell (1999 YG4) – planetoida z grupy pasa głównego asteroid okrążająca Słońce w ciągu 5,13 lat w średniej odległości 2,97 j.a. Odkryta 26 grudnia 1999 roku.